# Filippo Dell'Antella
Filippo Dell'Antella (Firenze, XIV secolo – Firenze, 1363) è stato un vescovo cattolico italiano, della ricca famiglia fiorentina dei Dell'Antella, fu vescovo di questa città dal 1356 al 1363, dopo il breve episcopato di Francesco Atti.

## Biografia
Fu prima canonico di Santa Maria del Fiore, poi priore della chiesa di San Pier Scheraggio. Il 21 ottobre 1349 fu eletto vescovo di Ferrara, da dove fu traslato a Firenze nel 1357. Le notizie sul suo episcopato sono molto limitate, si ritiene che il suo operato non fu particolarmente prodigo di iniziative e si mantenne ad un'ordinaria amministrazione della diocesi.
Nonostante la sua sepoltura rechi la data del 1361, era ancora vivo il 20 aprile 1363. Morì in quell'anno e fu sepolto in Duomo: la sua lapide si vede nel pavimento della navata sinistra, accanto a due stemmi della sua famiglia.